# Mogens Kruse
Mogens Kruse, född 1629, död 12 oktober 1677, var en dansk militär. Han var far till Ulrik Kristian Kruse.
Kruse utmärkte sig som rytteriöverste i slaget vid Nyborg 1659 och slaget vid Lund 1676.